# Balkan Football League 2022
La Balkan Football League 2022 è la 2ª edizione dell'omonimo torneo di football americano.

## Squadre partecipanti
| Club                  | Città                 | Stadio | Sponsor ufficiale | Risultato nella stagione 2021 |
| --------------------- | --------------------- | ------ | ----------------- | ----------------------------- |
| Belgrade Blue Dragons | Belgrado              |        |                   |                               |
| Black Miners Storks   | Velenje/Murska Sobota |        |                   |                               |
| Bucharest Rebels      | Bucarest              |        |                   |                               |
| Giurgiu Gladiators    | Giurgiu               |        |                   |                               |
| Novi Sad Wild Dogs    | Novi Sad              |        |                   |                               |
| Požarevac Pastuvi     | Požarevac             |        |                   |                               |
| Sarajevo Spartans     | Sarajevo              |        |                   |                               |
| Zagreb Patriots       | Zagabria              |        |                   |                               |

## Stagione regolare

### Calendario

#### 1ª giornata
| 9 aprile 2022, ore 15:00 | Bucharest Rebels | 12 – 6 referto | Belgrade Blue Dragons |  |

| 10 aprile 2022, ore 15:00 | Sarajevo Spartans | 6 – 27 referto | Zagreb Patriots |  |

| 10 aprile 2022, ore 15:00 | Novi Sad Wild Dogs | 21 – 6 referto | Black Miners Storks |  |

#### 2ª giornata
| 17 aprile 2022, ore 15:00 | Belgrade Blue Dragons | – referto | Požarevac Pastuvi |  |

#### 3ª giornata
| 15 maggio 2022, ore 15:00 | Black Miners Storks | – referto | Zagreb Patriots |  |

| 15 maggio 2022, ore 15:00 | Sarajevo Spartans | – referto | Novi Sad Wild Dogs |  |

| 15 maggio 2022, ore 15:00 | Black Miners Storks | – referto | Sarajevo Spartans |  |

#### 4ª giornata
| 22 maggio 2022, ore 15:00 | Giurgiu Gladiators | – referto | Bucharest Rebels |  |

#### 5ª giornata
| 29 maggio 2022, ore 15:00 | Giurgiu Gladiators | – referto | Belgrade Blue Dragons |  |

| 29 maggio 2022, ore 15:00 | Zagreb Patriots | – referto | Novi Sad Wild Dogs |  |

#### 6ª giornata
| 19 giugno 2022, ore 15:00 | Požarevac Pastuvi | – referto | Giurgiu Gladiators |  |

#### 7ª giornata
| 3 luglio 2022, ore 15:00 | Bucharest Rebels | – referto | Požarevac Pastuvi |  |

### Classifiche
Le classifiche della regular season sono le seguenti:
- PCT = percentuale di vittorie, G = partite giocate, V = partite vinte,  P = partite perse, PF = punti fatti, PS = punti subiti

#### Girone Est
| Pos. | Squadra               | PCT   | G | V | N | P | PF | PS |
| ---- | --------------------- | ----- | - | - | - | - | -- | -- |
| 1    | Bucharest Rebels      | 1.000 | 1 | 1 | 0 | 0 | 12 | 6  |
| 2    | Giurgiu Gladiators    | .000  | 0 | 0 | 0 | 0 | 0  | 0  |
| 3    | Požarevac Pastuvi     | .000  | 0 | 0 | 0 | 0 | 0  | 0  |
| 4    | Belgrade Blue Dragons | .000  | 1 | 0 | 0 | 1 | 6  | 12 |

#### Girone Ovest
| Pos. | Squadra             | PCT   | G | V | N | P | PF | PS |
| ---- | ------------------- | ----- | - | - | - | - | -- | -- |
| 1    | Zagreb Patriots     | 1.000 | 1 | 1 | 0 | 0 | 27 | 6  |
| 2    | Novi Sad Wild Dogs  | 1.000 | 1 | 1 | 0 | 0 | 21 | 6  |
| 3    | Black Miners Storks | .000  | 1 | 0 | 0 | 1 | 6  | 21 |
| 4    | Sarajevo Spartans   | .000  | 1 | 0 | 0 | 1 | 6  | 27 |

## I Finale
| 2022 | TBD | – | TBD |  |

## Verdetti
- TBD Campioni della Balkan Football League 2022